# سباق الطريق للشابات في بطولة العالم لسباق الدراجات على الطريق 2021
سباق الطريق للشابات في بطولة العالم لسباق الدراجات على الطريق 2021 (بالفرنسية: Course en ligne féminine des juniors aux championnats du monde de cyclisme sur route 2021)‏ هو سباق دراجات هوائية، وهو الموسم الرابع والثلاثين من سباق الطريق للشابات في بطولة العالم لسباق الدراجات على الطريق ‏، وأقيم في 25 سبتمبر 2021 ضمن سباقات بطولة العالم لسباق الدراجات على الطريق 2021، وشارك فيه 116 متسابقاً ووصل إلى نهايته 94 متسابقاً.
فاز بالمركز الأول Zoe Bäckstedt ‏، وبالمركز الثاني Kaia Schmid ‏، وبالمركز الثالث Linda Riedmann ‏.

## الفرق
| فرق وطنية (37)- فريق الولايات المتحدة لسباق الدراجات للسيدات تحت 19 سنة‏ - فريق هولندا لسباق الدراجات على الطريق للسيدات تحت 19 سنة‏ - فريق ألمانيا لسباق الدراجات للسيدات تحت 19 سنة‏ - فريق فنلندا لسباق الدراجات للسيدات تحت 19 سنة‏ - فريق فرنسا لسباق الدراجات للسيدات تحت 19 سنة‏ - فريق بريطانيا العظمى لسباق الدراجات على الطريق للسيدات تحت 19 سنة‏ - فريق إيطاليا لسباق الدراجات للسيدات تحت 19 سنة‏ - فريق التشيك لسباق الدراجات للسيدات تحت 19 سنة‏ - فريق روسيا لسباق الدراجات للسيدات تحت 19 سنة‏ - فريق إسبانيا لسباق الدراجات للسيدات تحت 19 سنة‏ - فريق سويسرا لسباق الدراجات للسيدات تحت 19 سنة‏ - فريق بلجيكا لسباق الدراجات للسيدات تحت 19 سنة‏ - فريق جنوب أفريقيا لسباق الدراجات للسيدات تحت 19 سنة‏ - فريق كندا لسباق الدراجات للسيدات تحت 19 سنة‏ - فريق البرتغال لسباق الدراجات للسيدات تحت 19 سنة‏ - فريق سلوفاكيا لسباق الدراجات للسيدات تحت 19 سنة‏ - فريق إستونيا لسباق الدراجات للسيدات تحت 19 سنة‏ - فريق النرويج لسباق الدراجات على الطريق للشابات ‏ - فريق السويد لسباق الدراجات للسيدات تحت 19 سنة‏ - فريق ليتوانيا لسباق الدراجات للسيدات تحت 19 سنة‏ - فريق لاتفيا لسباق الدراجات للسيدات تحت 19 سنة‏ - فريق النمسا لسباق الدراجات للسيدات تحت 19 سنة‏ - فريق السلفادور لسباق الدراجات للسيدات تحت 19 سنة‏ - فريق سلوفينيا لسباق الدراجات للسيدات تحت 19 سنة‏ - فريق كازاخستان لسباق الدراجات للسيدات تحت 19 سنة‏ - فريق الإكوادور لسباق الدراجات للسيدات تحت 19 سنة‏ - فريق بولندا لسباق الدراجات للسيدات تحت 19 سنة‏ - فريق الدنمارك لسباق الدراجات للسيدات تحت 19 سنة‏ - فريق جمهورية أيرلندا لسباق الدراجات على الطريق للسيدات تحت 19 سنة‏ - فريق بلغاريا لسباق الدراجات للسيدات تحت 19 سنة‏ - فريق قبرص لسباق الدراجات للسيدات تحت 19 سنة‏ - فريق كوستاريكا لسباق الدراجات للسيدات تحت 19 سنة‏ - فريق المكسيك لسباق الدراجات للسيدات تحت 19 سنة‏ - فريق أوزبكستان لسباق الدراجات للسيدات تحت 19 سنة‏ - فريق كولومبيا لسباق الدراجات للسيدات تحت 19 سنة‏ - فريق أوكرانيا لسباق الدراجات للسيدات تحت 19 سنة‏ - فريق لوكسمبورغ لسباق الدراجات للسيدات تحت 19 سنة‏ |  |
| |  |

## التصنيف العام النهائي
| التصنيف العام         | التصنيف العام       | التصنيف العام    | التصنيف العام                                                      | التصنيف العام |
| العداء                | العداء              | البلد            | الفريق                                                             | الوقت         |
| --------------------- | ------------------- | ---------------- | ------------------------------------------------------------------ | ------------- |
| 1                     | Zoe Bäckstedt ‏      | المملكة المتحدة  | فريق بريطانيا العظمى لسباق الدراجات على الطريق للسيدات تحت 19 سنة ‏ | 1 س 55 د 33 ث |
| 2                     | Kaia Schmid ‏        | الولايات المتحدة | فريق الولايات المتحدة لسباق الدراجات للسيدات تحت 19 سنة ‏           | + 0 ث         |
| 3                     | Linda Riedmann ‏     | ألمانيا          | فريق ألمانيا لسباق الدراجات للسيدات تحت 19 سنة ‏                    | + 57 ث        |
| 4                     | Elise Uijen ‏        | هولندا           | فريق هولندا لسباق الدراجات على الطريق للسيدات تحت 19 سنة ‏          | + 57 ث        |
| 5                     | Makayla MacPherson ‏ | الولايات المتحدة | فريق الولايات المتحدة لسباق الدراجات للسيدات تحت 19 سنة ‏           | + 57 ث        |
| 6                     | Millie Couzens ‏     | المملكة المتحدة  | فريق بريطانيا العظمى لسباق الدراجات على الطريق للسيدات تحت 19 سنة ‏ | + 57 ث        |
| 7                     | Marith Vanhove ‏     | بلجيكا           | فريق بلجيكا لسباق الدراجات للسيدات تحت 19 سنة ‏                     | + 57 ث        |
| 8                     | Églantine Rayer ‏    | فرنسا            | فريق فرنسا لسباق الدراجات للسيدات تحت 19 سنة ‏                      | + 57 ث        |
| 9                     | Eleonora Ciabocco ‏  | إيطاليا          | فريق إيطاليا لسباق الدراجات للسيدات تحت 19 سنة ‏                    | + 57 ث        |
| 10                    | Mijntje Geurts ‏     | هولندا           | فريق هولندا لسباق الدراجات على الطريق للسيدات تحت 19 سنة ‏          | + 57 ث        |
| مصدر: ProCyclingStats |                     |                  |                                                                    |               |

## وصلات خارجية
- لمحة عن سباق سباق الطريق للشابات في بطولة العالم لسباق الدراجات على الطريق 2021 على موقع  ProCyclingStats   (برو  سايكلنج  ستاتس) - إحصاءات  محترفي  الدراجات.
- سباق الطريق للشابات في بطولة العالم لسباق الدراجات على الطريق 2021 على موقع إحصائيات الدراجات الإحترافية (الإنجليزية)